# Франсіско Паленсія
Франсіско Паленсія (ісп. Francisco Palencia, нар. 28 квітня 1973, Мехіко) — мексиканський футболіст, нападник.

## Клубна кар'єра
У дорослому футболі дебютував 1994 року виступами за команду клубу«Крус Асуль», в якій провів дев'ять сезонів, взявши участь у 240 матчах чемпіонату. Більшість часу, проведеного у складі «Крус Асуль», був основним гравцем атакувальної ланки команди. У складі «Крус Асуль» був одним з головних бомбардирів команди, маючи середню результативність на рівні 0,38 гола за гру першості. За цей час двічі виборював титул володаря Кубка чемпіонів КОНКАКАФ.
З 2001 по 2006 рік грав за іспанський «Еспаньйол», «Гвадалахару» та клуб з США «Чивас».
2007 року перейшов до клубу УНАМ «Пумас», за який відіграв 4 сезони. Завершив професійну кар'єру футболіста виступами за команду «Пумас» у 2011 році.

## Виступи за збірну
1996 року дебютував в офіційних матчах у складі національної збірної Мексики. Протягом кар'єри у головній команді країни, яка тривала 14 років, провів 80 матчів і забив 12 голів. У складі збірної був учасником чемпіонату світу 1998 року у Франції та чемпіонату світу 2002 року в Японії і Південній Кореї. Тричі брав участь у розіграшах кубка Америки: 1997, 1999, 2004. На перших двох турнірах (у Болівії та Парагваї) здобув бронзові нагороди. Був учасником двох кубків конфедерацій: 1997 і 1999. На турнірі 1999 року у Мексиці, здобув титул чемпіона турніру. Перемогли у фіналі бразильців 4:3. Двічі брав участь у розіграшах Золотого кубка КОНКАКАФ у США: 1998 і 2000. У фіналі 1998 року Мексика перемогла збірну США 1:0 і виграла чемпіонський титул.

## Титули й досягнення
- Переможець Золотого кубка КОНКАКАФ: 1998
- Переможець Кубка конфедерацій: 1999
- Бронзовий призер Кубка Америки: 1997, 1999
- Володар кубка чемпіонів КОНКАКАФ (2): 1996, 1997
- Фіналіст кубка Лібертадорес (1): 2001
- Чемпіон Мексики (3): 1997(З), 2009(К), 2011(К)
- Віце-чемпіон Мексики (4): 1995, 1999(З), 2004(К), 2007(А)
- Володар кубка Мексики (1): 1997